# Coenzyme Q10
Coenzyme Q, còn được gọi là Ubiquinone, là một nhóm coenzyme rất phổ biến trong các cơ thể động vật, thực vật và đa số các loại vi khuẩn ("Ubiquinone" trong tiếng Latin có nghĩa là "có mặt khắp mọi nơi"). Trong cơ thể người, dạng phổ biến nhất là coenzyme Q10, hay CoQ10, ubiquinone-10.
CoQ là một loại 1,4-benzoquinone. CoQ10 là một hợp chất có khả năng tan trong dầu và phổ biến trong các tế bào sinh vật nhân thực, trú ngụ trong các ty thể. Nó là một thành phần của chuỗi chuyền electron và tham gia vào quá trình hô hấp hiếu khí (quá trình chuyển năng lượng từ các chất dinh dưỡng vào ATP). Có đến 95% năng lượng trong cơ thể được chuyển hóa theo cách này. Những bộ phận có nhu cầu năng lượng cao (tim, gan, thận, não, tụy) thường sở hữu hàm lượng CoQ10 cao nhất trong cơ thể người. Hàm lượng CoQ10 thấp nhất được tìm thấy ở phổi.
CoQ10 nói riêng và CoQ nói chung có ba trạng thái oxy hóa: oxi hóa hoàn toàn (ubiquinone), bán oxy hóa (ubisemiquinone), và khử hoàn toàn (ubiquinol). Như vậy, phân tử này có thể đóng vai trò như một chất mang hai electron (chuyển từ dạng ubiquinone thành ubiquinol), hoặc như một chất mang một electron (chuyển từ dạng ubisemiquinone thành một trong hai dạng còn lại). Đây chính là nền tảng cho vai trò của chúng trong chuỗi chuyền electron (do protein sắt–sulfur chuyền electron trực tiếp cho CoQ10 chỉ có thể nhận một electron mỗi lần) và trong việc chống lại các gốc tự do. CoQ10 được nghiên cứu và đưa vào điều trị cho nhiều loại bệnh khác nhau (trừ ung thư), đặc biệt là bệnh tim.
Toàn thế giới đã có khoảng 40 triệu người bị bệnh tim dùng các sản phẩm bổ sung CoQ10 thường xuyên, riêng ở Nhật đã là trên 15 triệu người. coenzyme Q10  CoQ10 .

## Tính chất hóa học
Có rất nhiều loại coenzyme Q và chúng đựoc phân biệt bởi số tiểu đơn vị isoprenyl ở chuỗi bên. Dạng phổ biến nhất của coenzyme Q thường xuất hiện trong ti thể con người là CoQ10. Chữ Q trong CoQ10 đề cập đến nhóm chức quinone và số 10 chỉ số lượng tiểu đơn vị hóa học isoprenyl ở chuỗi bên của phân tử. Tổng quát hơn, trong tự nhiên, số lượng tiểu đơn vị isoprenyl có thể dao động từ 6 đến 10. Phân tử như hình dưới đây gồm ba tiểu đơn vị isoprenyl nên nó đựoc gọi là Q3.
Trong trạng thái tinh khiết, đây là một loại bột ưa dầu có màu cam, không mùi và không vị.

## Vai trò

### Chuyển hóa và sản sinh năng lượng
Coenzyme Q10 được sử dụng vào quá trình hô hấp hiếu khí. Nhờ đó, ti thể có thể tạo ra năng lượng cho quá trình sinh trưởng và sửa chữa tế bào.

## Sinh tổng hợp
Coenzyme Q10 được tổng hợp trong hầu hết các mô của cơ thể người. Có ba bước chính trong quá trình tổng hợp:
1. Hình thành cấu trúc benzoquinone (dùng phenylalanine hoặc tyrosine, thông qua 4-hydroxybenzoate).
2. Tạo ra chuỗi bên isoprene (sử dụng acetyl-CoA).
3. Nối hai phần trên.

Hai bước đầu tiên diễn ra trong ti thể, lưới nội chất và peroxisome.
Một enzyme quan trọng trong con đường chuyển hóa này là HMG-CoA reductase, thường là mục tiêu can thiệp trong các biến chứng tim mạch. Ở những bệnh nhân có hàm lượng cholesterol cao trong cơ thể, các bác sĩ có thể kê đơn thuốc chứa nhóm thuốc statin, nhưng chính loại thuốc này lại gây ức chế enzyme HMG-CoA reductase. Bởi vì vậy, một trong những tác dụng phụ của thuốc statin là làm giảm khả năng sản sinh CoQ10 trong cơ thể, có thể dẫn tới những bệnh về cơ và teo cơ vân. Tuy nhiên, vai trò của statin trong việc gây thiếu hụt CoQ đang dẫn đến nhiều tranh cãi. Dù cho những loại thuốc này có khả năng làm giảm lượng CoQ trong máu, hiện vẫn chưa có nghiên cứu nào nói về ảnh hưởng của CoQ đến mức độ hoạt động của cơ bắp.
Các gen có liên quan đến quá trình này là PDSS1, PDSS2, COQ2 và ADCK 3 (COQ8, CABC1).
Ở người, khả năng tự tổng hợp CoQ10 giảm dần theo tuổi tác. Nguyên nhân có thể đến từ nhu cầu ngày càng tăng, khả năng tự sản xuất CoQ10 giảm, hoặc thiếu hụt các chất tham gia con đường tổng hợp CoQ10.
Các sinh vật ngoài con người sử dụng nguồn nguyên liệu hơi khác nhau để tạo ra cấu trúc benzoquinone và cấu trúc isoprene. Ví dụ, vi khuẩn E.coli tạo ra phần đầu (cấu trúc benzoquinone) từ chorismate (dạng tồn tại trong nước của chorismic acid) và phần sau từ nguồn hợp chất không phải mevalonate. Loại nấm men phổ biến S. cerevisiae tạo nên phần đầu từ chorismate hoặc tyrosine, tuy nhiên phần sau lại được tạo ra từ mevalonate. Đa số các loài sinh vật có chung chất trung gian 4-hydroxybenzoate, nhưng lại sử dụng những phản ứng khác nhau để tạo ra phần đầu.

## Hấp thụ và trao đổi chất

### Hấp thụ
CoQ10 là một loại bột tinh thể không hòa tan trong nước. Sự hấp thụ CoQ10 tương tự như sự hấp thụ lipid; cơ chế hấp thụ có phần giống với hấp thụ vitamin E, một chất dinh dưỡng tan trong dầu. Quá trình này có liên quan đến việc tiết các enzyme tuyến tụy và mật vào ruột non, tạo điều kiện cho sự nhũ tương hóa và hình thành các hạt micelle cần thiết cho sự hấp thụ các chất tan trong dầu. Thức ăn (có chất béo) kích thích sự bài tiết dịch mật của cơ thể, làm tăng khả năng hấp thụ CoQ10. CoQ10 ngoại sinh (từ các thực phẩm chức năng hay thực phẩm bảo vệ sức khỏe) được hấp thụ từ ruột non và hấp thụ tốt nhất nếu sử dụng trong bữa ăn.

### Trao đổi chất
Hiện đang có khá ít dữ liệu về sự trao đổi chất của CoQ10. Một nghiên cứu đánh dấu 14C trong CoQ10 được thí nghiệm trên chuột, cho thấy sau hai giờ kể từ lúc nạp vào bằng đường uống, đa số các phân tử CoQ10 được đánh dấu đều nằm trong gan và hàm lượng CoQ10 được đánh dấu trong huyết tương đạt đỉnh. Tuy nhiên, CoQ9 (chỉ có 9 nhóm isoprenyl) lại là dạng coenzyme Q chiếm ưu thế trong cơ thể chuột. Dường như CoQ10 được chuyển hóa trong tất cả các mô, và cách để loại bỏ nó ra khỏi cơ thể đến từ việc bài tiết mật và phân. Sau khi ngừng bổ sung, nồng độ CoQ10 trở lại bình thường trong vòng vài ngày, bất kể loại công thức nào đã sử dụng trước đó.

## Dược động học
Có một số báo cáo đã công bố về dược động học của CoQ10. Hàm lượng CoQ10 đạt đỉnh trong huyết tương sau 2-6 giờ kể từ khi nạp vào bằng đường miệng, phụ thuộc vào cách thiết kế thí nghiệm của mỗi nghiên cứu. Trong một số nghiên cứu, lần đạt đỉnh thứ hai trong huyết tương diễn ra sau khoảng 24 giờ kể từ lúc nạp vào bằng đường miệng, có thể do tuần hoàn ruột và sự điều tiết CoQ10 trong hệ tuần hoàn của gan. Tomono cùng đồng nghiệp đã sử dụng tinh thể CoQ10 có đánh dấu deuterium để khảo sát dược động học ở con người và đã xác định được thời gian bán hủy là 33 giờ.

### Tăng cường hoạt tính sinh học của CoQ10
Tầm quan trọng của việc xây dựng các công thức thuốc men cho việc tăng cường hoạt tính sinh học đã được biết rõ. Để tìm hiểu nguyên tắc nào làm tăng hoạt tính sinh học của CoQ10 sau khi dùng bằng đường miệng, người ta đã dùng nhiều cách tiếp cận khác nhau; những công thức và hình thức khác nhau đã được phát triển và được thử nghiệm trên động vật và người.

#### Giảm kích thước viên
Các hạt nano đã được khám phá như một hệ thống vận chuyển cho rất nhiều loại thuốc, giúp cải thiện hoạt tính sinh học của thuốc dùng bằng đường uống với các loại thuốc hấp thụ kém. Tuy nhiên, cách làm này không thành công cho CoQ10, dù cho có nhiều báo cáo  với những kết quả khác nhau. Sử dụng bột mịn CoQ10 pha thành hỗn dịch để uống chỉ mang lại hiệu quả rất nhỏ.

#### Viên nang mềm chứa CoQ10trong hỗn dịch dầu
Một cách tiếp cận thành công đó là việc sử dụng hệ thống nhũ tương để tạo điều kiện hấp thu từ đường tiêu hóa để cải thiện hoạt tính sinh học. Nhũ tương từ dầu đậu nành (có các vi hạt lipid) có khả năng ổn định tốt nhờ lecithin và được sử dụng để điều chế viên nang mềm. Một trong những nỗ lực đầu tiên đến từ Ozawa và các cộng sự, họ đã thực hiện một nghiên cứu dược động học của CoQ10 trong dầu dậu nành trên loài bọ cánh cứng. Mức CoQ10 của chúng trong huyết tương đạt gấp đôi so với nhóm đối chứng sử dụng chế phẩm viên nén. Hoạt tính sinh học của CoQ10 được hầu hết các nghiên cứu khác xác nhận là tăng lên đáng kể nếu sử dụng công thức có dầu.

#### Các dạng mới của CoQ10có khả năng tan trong nước
Hướng phát triển này cũng đã thành công với các chế phẩm CoQ10. Có nhiều phương pháp khác nhau để đạt được mục tiêu này, trong đó nhiều phương pháp tạo ra kết quả tốt hơn đáng kể so với viên nang mềm gốc dầu mặc dù có nhiều nỗ lực để tối ưu hóa thành phần của chúng. Ví dụ, sử dụng phương pháp về sự phân tán trong nước của CoQ10 rắn với polymer tyloxapol, phương pháp sử dụng các tác nhân hòa tan như lecithin hydro hóa  và tạo phức với các cyclodextrin. Sau này, hỗn hợp có chứa β-cyclodextrin có khả dụng sinh học tăng cao  và cũng được dùng trong ngành công nghiệp thực phẩm và dược phẩm để tăng cường CoQ10.

## Hàm lượng dinh dưỡng
Các đánh giá chi tiết về sự xuất hiện của CoQ10 và hàm lượng trong các thực phẩm được công bố vào năm 2010 Bên cạnh nguồn nội sinh, CoQ10 cũng có thể được bổ sung từ bên ngoài qua các loại thực phẩm. Dù cộng đồng khoa học rất ưa thích loại hợp chất này, nhưng lại có rất ít các nghiên cứu về hàm lượng CoQ10 trong các thực phẩm hàng ngày. Báo cáo đầu tiên được công bố vào năm 1959, tuy nhiên độ nhạy và độ chọn lọc của các phương pháp đo lường đương thời không đem lại sự tin cậy cao, đặc biệt với những thực phẩm có hàm lượng thấp. Kể từ đó, sự phát triển của hóa phân tích đã đem lại phương pháp đo hàm lượng CoQ10 tin cậy hơn trong nhiều loại thực phẩm khác nhau, như bảng dưới đây:
| Thức ăn  | Thức ăn            | Hàm lượng CoQ10 (mg/kg) |
| -------- | ------------------ | ----------------------- |
| Dầu      | đậu nành           | 54–280                  |
| Dầu      | olive              | 40–160                  |
| Dầu      | hạt nho            | 64–73                   |
| Dầu      | hạt hướng dương    | 4–15                    |
| Dầu      | cải dầu            | 64–73                   |
| Thịt bò  | tim                | 113                     |
| Thịt bò  | gan                | 39–50                   |
| Thịt bò  | cơ                 | 26–40                   |
| Thịt lợn | tim                | 12–128                  |
| Thịt lợn | gan                | 23–54                   |
| Thịt lợn | cơ                 | 14–45                   |
| Thịt gà  | ức                 | 8–17                    |
| Thịt gà  | đùi                | 24–25                   |
| Thịt gà  | cánh               | 11                      |
| Cá       | cá mòi             | 5–64                    |
| Cá       | cá thu             |                         |
| Cá       | – phần thịt đỏ     | 43–67                   |
| Cá       | – phần thịt trắng  | 11–16                   |
| Cá       | cá hồi             | 4–8                     |
| Cá       | cá ngừ             | 5                       |
| Hạt      | đậu phộng          | 27                      |
| Hạt      | óc chó             | 19                      |
| Hạt      | vừng (mè)          | 18–23                   |
| Hạt      | dẻ cười            | 20                      |
| Hạt      | dẻ (hazelnut)      | 17                      |
| Hạt      | hạnh nhân          | 5–14                    |
| Rau      | mùi tây            | 8–26                    |
| Rau      | bông cải xanh      | 6–9                     |
| Rau      | bông cải trắng     | 2–7                     |
| Rau      | chân vịt           | lên đến 10              |
| Rau      | bắp cải Trung Quốc | 2–5                     |
| Trái cây | bơ                 | 10                      |
| Trái cây | lý chua đen        | 3                       |
| Trái cây | nho                | 6–7                     |
| Trái cây | dâu tây            | 1                       |
| Trái cây | cam                | 1–2                     |
| Trái cây | bưởi               | 1                       |
| Trái cây | táo                | 1                       |
| Trái cây | chuối              | 1                       |

Dầu thực vật giàu CoQ10 nhất; thịt và cá là nguồn có lượng CoQ10 khá dồi dào với 50 mg CoQ10/kg thịt bò, thịt lợn, tim và gan gà. Sản phẩm bơ sữa nghèo CoQ10 hơn các sản phẩm từ thịt. Trong các loại rau, mùi tây và tía tô là nguồn cung cấp giàu CoQ10; một số tài liệu có đề cập đến độ chênh lệch đáng kể về hàm lượng CoQ10 trong hai loại rau trên. Bông cải xanh, nho và bông cải trắng cung cấp hàm lượng CoQ10 ít nhất ở nhóm rau. Đa số các loại trái cây và quả mọng là nguồn CoQ10 khá nghèo nàn, ngoại trừ bơ có hàm lượng CoQ10 cao đáng kể.

### Nạp vào cơ thể
Ở các nước phát triển, ước tính lượng CoQ10 hấp thụ hàng ngày là 3–6 mg, chủ yếu lấy từ thịt.
Người Hàn Quốc có lượng tiêu thụ CoQ (Q9 + Q10) mỗi ngày là 11.6 mg, chủ yếu đến từ kim chi.

### Ảnh hưởng của nhiệt độ và chế biến
Nấu ăn bằng cách xào làm giảm 14–32% lượng CoQ10.

## Tương tác
Coenzyme Q10 có tiềm năng ức chế tác động của theophylline cũng như thuốc chống đông warfarin. CoQ10 có thể can thiệp vào hoạt động của warfarin bằng cách ảnh hưởng đến enzyme cytochrome p450, dẫn tới sự sụt giảm của INR – một nhân tố đông máu. Nguyên nhân của hiện tượng này bắt nguồn từ cấu trúc của coenzyme Q10 rất giống với vitamin K, do đó phân tử này có khả năng cạnh tranh và chống lại ảnh hưởng của thuốc chống đông máu warfarin. Các bác sĩ thường tránh cho bệnh nhân sử dụng coenzyme Q10 khi bệnh nhân có vấn đề về đông máu.

## Sự thiếu hụt và độc tính
Có hai con đường dẫn tới sự thiếu hụt CoQ10 ở người: giảm khả năng sinh tổng hợp và tăng nhu cầu sử dụng. Sinh tổng hợp là nguồn cung cấp CoQ10 chính, được chi phối bởi ít nhất 12 gen, và chỉ cần có một gen đột biến thì cơ thể sẽ bị thiếu hụt CoQ. Hàm lượng CoQ10 cũng chịu tác động từ những khiếm khuyết di truyền khác (như các đột biến ở DNA ti thể, đột biến ở các gen ETFDH, APTX, FXN, và BRAF; đây là các gen không liên quan đến con đường sinh tổng hợp CoQ10). Đôi khi, đột biến ở một trong số gen trực tiếp chi phối quá trình sinh tổng hợp (như gen COQ6) có thể dẫn đến những hội chứng nghiêm trọng (hội chứng thận hư do kháng cự steroid, điếc do thần kinh có vấn đề).
Khi nạp vào quá nhiều CoQ10 từ đường ăn, cơ thể sẽ phải chịu một số tác dụng phụ. Phương pháp đánh giá rủi ro qua quan sát mức an toàn cung cấp các bằng chứng cho thấy, mức tiêu thụ 1200 mg/ngày vẫn còn nằm trong ngưỡng an toàn, và 1200 mg/ngày chính là giới hạn an toàn (observed safe level – OSL).

### Đánh giá
CoQ10 có thể đo trong huyết tương, nhưng cách đo này tập trung phản ánh tình trạng dinh dưỡng hơn là cho thấy tình trạng CoQ10 trong các mô. Hiện nay, hầu hết các trung tâm lâm sàng đều đo lượng CoQ10 trong nguyên bào sợi da nuôi cấy, qua sinh thiết cơ và tế bào đơn nhân trong máu. Nuôi cấy nguyên bào sợi cũng có thể được dùng để đánh giá tốc độ sinh tổng hợp CoQ10 bằng cách đo sự hấp thu của p-hydroxybenzoate được đánh dấu 14C.

### Nhóm statin
Có ý kiến cho rằng statin gây độc tính cơ là do sự suy giảm sinh tổng hợp CoQ, nhưng bằng chứng ủng hộ điều này đã tạo ra tranh cãi vào năm 2011.
Cho dù statin có thể làm giảm lượng coenzyme Q10 trong máu, nhưng nếu nói statin làm giảm coenzyme Q10 trong cơ thì vẫn chưa đủ thuyết phục. Bằng chứng cũng phủ nhận vai trò của việc bổ sung CoQ10 để giảm thiểu tác dụng phụ của statin. Tuy nhiên, trong một nghiên cứu gần đây được thực hiện ở Trung Quốc đã kết luận rằng, "Việc bổ sung CoQ10 đã cải thiện SAMS, có nghĩa là sử dụng các thực phẩm chức năng giúp bổ sung CoQ10 có thể cải thiện bệnh cơ do statin gây ra".

## Bổ sung từ bên ngoài

### Quy định và thành phần
CoQ10 không được chấp thuận bởi Cục Quản lý Thực phẩm và Dược phẩm Hoa Kỳ (FDA) để điều trị y tế. Tuy nhiên, CoQ10 vẫn được lưu hành dưới dạng thực phẩm bổ sung, thực phẩm bảo vệ sức khỏe, thực phẩm chức năng với nhiều tên gọi khác nhau, và không phải là thuốc chữa bệnh. Đôi lúc người dùng có thể tìm thấy CoQ10 trong các mỹ phẩm. Không có quy định cụ thể cho việc sản xuất CoQ10, dẫn đến việc mỗi thương hiệu khác nhau sẽ có sự khác nhau về sản phẩm: phòng thí nghiệm của ConsumerLab.com vào năm 2004 đã tiến hành phân tích và phát hiện ra, bên cạnh những sản phẩm đảm bảo lượng CoQ10 đạt trên 75% liều lượng đã công bố, thì vẫn có những sản phẩm có dưới 75% CoQ10 cùng những sản phẩm không thể phát hiện được CoQ10.
Nói chung, CoQ10 được cơ thể dung nạp tốt. Các tác dụng phụ phổ biến nhất là các triệu chứng tiêu hóa (buồn nôn, nôn, chán ăn, đau bụng), phát ban và đau đầu.
Tuy người ta không thiết lập liều lượng lí tưởng, nhưng một liều thông thường được dùng là 100–200 mg/ngày. Các công thức khác nhau có hàm lượng CoQ10 và các thành phần khác được công bố khác nhau.

### Bệnh tim
Đợt đánh giá của Cochrane vào năm 2014 phát hiện ra rằng không có đủ bằng chứng về khả năng của CoQ10 trong việc ngăn ngừa bệnh tim. Đợt đánh giá tiếp theo vào năm 2016 kết luận rằng CoQ10 không ảnh hưởng đến huyết áp. Đợt đánh giá khác vào năm 2021 đã chỉ ra, không có bằng chứng thuyết phục để ủng hộ hay bác bỏ khả năng chữa trị của CoQ10 cho bệnh tim.
Một phân tích tổng hợp vào năm 2017 ở những người mắc bệnh tim có sử dụng 30–100 mg CoQ10/ngày đã cho thấy khả năng tử vong do bệnh tim giảm 31% (bên cạnh đó, những người bệnh được tăng dần cường độ tập luyện). Không có sự khác biệt đáng kể được tìm thấy trong các điểm cuối của phân suất tống máu tim trái và việc phân loại của Hiệp hội Tim mạch New York (NYHA).

### Đau nửa đầu
Hướng dẫn của hội Đau đầu Canada trong khuyến cáo dự phòng đau nửa đầu, dựa trên một số bằng chứng chưa đủ uy tín, nói rằng 300 mg CoQ10 có thể là một lựa chọn để điều trị dự phòng.

### Bệnh cơ do statin
CoQ10 đã được sử dụng thường xuyên để điều trị suy nhược cơ liên quan đến tác dụng phụ của việc sử dụng thuốc statin. Một phân tích tổng hợp vào năm 2015 từ những thử nghiệm ngẫu nhiên có kiểm soát cho thấy CoQ10 không có tác động đến bệnh cơ. Nhưng một nghiên cứu tổng hợp khác vào năm 2018 đã tổng kết rằng có bằng chứng sơ bộ về việc uống CoQ10 làm giảm các triệu chứng cơ liên quan đến statin, bao gồm việc giảm đau cơ, yếu cơ, chuột rút cơ và mỏi cơ.

### Bệnh răng miệng
Đợt đánh giá năm 1995 cho thấy không có lợi ích lâm sàng trong việc sử dụng CoQ10 để điều trị bệnh nha chu.

### Bệnh thận mãn tính
Đợt đánh giá năm 2019 đã phát hiện các thực phẩm chức năng CoQ10 có tác động hiệu quả đến các bệnh nhân mắc bệnh thận mãn tính (CKD).

### Sử dụng bổ sung
Coenzyme Q10 được sử dụng như một thành phần hoạt động trong mỹ phẩm và là một thành phần không hoạt động trong các công thức chống nắng. Khi sử dụng các sản phẩm chăm sóc da bôi tại chỗ, chúng có khả năng làm giảm stress oxy hóa cho da, làm chậm các dấu hiệu lão hóa bên trong, đảo ngược các dấu hiệu lão hóa da bên ngoài, hỗ trợ làm mờ chứng rối loạn sắc tố, tăng tính ổn định của một số hoạt chất chống nắng, tăng SPF của kem chống nắng, và cung cấp khả năng chống tia hồng ngoại cho kem chống nắng. Phần lớn các nghiên cứu về lợi ích cho da của ubiquinone cho thấy nó hoạt động hiệp đồng với các chất chống oxy hóa khác để cải thiện làn da và công thức mỹ phẩm.

## Lịch sử
Năm 1950, G. N. Festenstein là người đầu tiên cô lập được một lượng nhỏ hợp chất màu vàng từ niêm mạc ruột ngựa ở Liverpool, Vương quốc Anh. Trong những nghiên cứu tiếp theo, hợp chất này được gọi là chất SA, được coi là quinone và được biết đến là có nhiều trong mô của các loài động vật.
Năm 1957, Frederick L. Crane và các đồng nghiệp ở Viện Nghiên cứu Enzyme, Đại học Wisconsin-Madison (bang Winconsin - Mỹ) đã phân lập được một chất tương tự từ màng ti thể của tim bò. Ông ghi lại rằng hợp chất này tham gia vào chuỗi chuyền electron bên trong ti thể. Họ gọi đây là Q-275. Sau đó nhóm nghiên cứu mới biết rằng Q-275 và chất SA đã tìm thấy ở Anh có vẻ đều là một chất. Điều này đã được xác nhận sau đó và cả hai tên gọi trên được đổi thành ubiquinone bởi độ phổ biến của nó (hợp chất này có thể tìm thấy ở tất cả các mô động vật).
Đến năm 1958, D. E. Wolf và đồng nghiệp (dưới quyền Karl Folkers) ở Merck, Rahway đã khám phá đầy đủ cấu trúc hóa học của ubiquinone. Sau đó một năm, D. E. Green và cộng sự thuộc nhóm nghiên cứu Wisconsin đã đề nghị ubiquinone nên được gọi là mitoquinone hay coenzyme Q vì nó tham gia vào chuỗi chuyền electron trong ti thể.
Năm 1960, TS. Tora Yanamura (Nhật) đã dùng coenzyme Q10 trong chữa trị suy tim sung huyết, cho thấy kết quả khả quan.
Năm 1966, A. Mellors và A. L. Tappel ở Đại học California là những người đầu tiên tìm ra CoQ6. Họ thấy rằng nếu khử hoàn toàn CoQ6 thì đây là một hợp chất chống oxy hóa hiệu quả của tế bào.
Vào những năm 1960, Peter D. Mitchell đã mở rộng hiểu biết về chức năng của ti thể qua thuyết gradient điện hóa, trong đó có đề cập đến CoQ10. Đến cuối thập niên 1970, Lars Ernster đã nghiên cứu và phát hiện CoQ10 là một chất chống oxy hóa.
Từ năm 1980 trở về sau, việc nghiên cứu về CoQ10 được triển khai ở nhiều nước. Ít nhất đã có 10 hội nghị khoa học quốc tế bàn về dược tính và việc ứng dụng CoQ10 trong y dược học. Đã xuất hiện nhiều loại thuốc chứa CoQ10, trong đó có viên coenzyme Q10 của Thụy Điển được quảng cáo: "Viên ngọc của tuổi trẻ" vì mang lại năng lượng hằng ngày và giúp "giữ mãi thời gian" (chống lão hóa).